# 雑念エンタテインメント
「雑念エンタテインメント」（ざつねんエンタテインメント）はRIP SLYMEの2枚目のシングル。2001年6月27日発売。

## 概要
ロングヒットを記録したデビューシングル「STEPPER'S DELIGHT」から約3ヶ月ぶりとなる、1ヶ月後に発売されたアルバム『FIVE』の先行シングル。
サンプリングされているのはBlood,Sweat & Tearsの「Spinning Wheel」
タイトルは「ザッツエンターテイメント」をかけていると思われる。
オリコンシングルチャートで自身初のトップ10入りを果たした。しかし、前作と比べ累計売上が、少し下回る結果となった。
このシングルで6月29日放送のミュージックステーションにテレビ初出演した。ちなみにRYO-Zはこの生放送の後、すぐに銭湯に向かい、その銭湯でついていたテレビのチャンネルがテレビ朝日だったにもかかわらず、誰からも声をかけられなかったという。また、翌日放送のCOUNT DOWN TVにも出演している。

## 収録曲
1. 雑念エンタテインメント
（作詞：RYO-Z,ILMARI,PES,SU　作曲：DJ FUMIYA）
5分程度の作品が多いRIPSLYMEのシングルA面曲としては演奏時間が若干短めである。PVではメンバーが青い作業着を着て歌っており、前述のテレビ出演の際にもこの衣装で出演していた。アルバム『FIVE』収録。Blood, Sweat, & Tearsの"Spinning Wheel"が元ネタ。
2. 何もない世界
（作詞：RYO-Z,ILMARI,PES,SU　作曲：DJ FUMIYA）
アルバム未収録。
3. BLOSSOM
（作詞：RYO-Z,ILMARI,PES,SU　作曲：DJ FUMIYA）
アルバム『FIVE』収録。